# Knuffelbeest

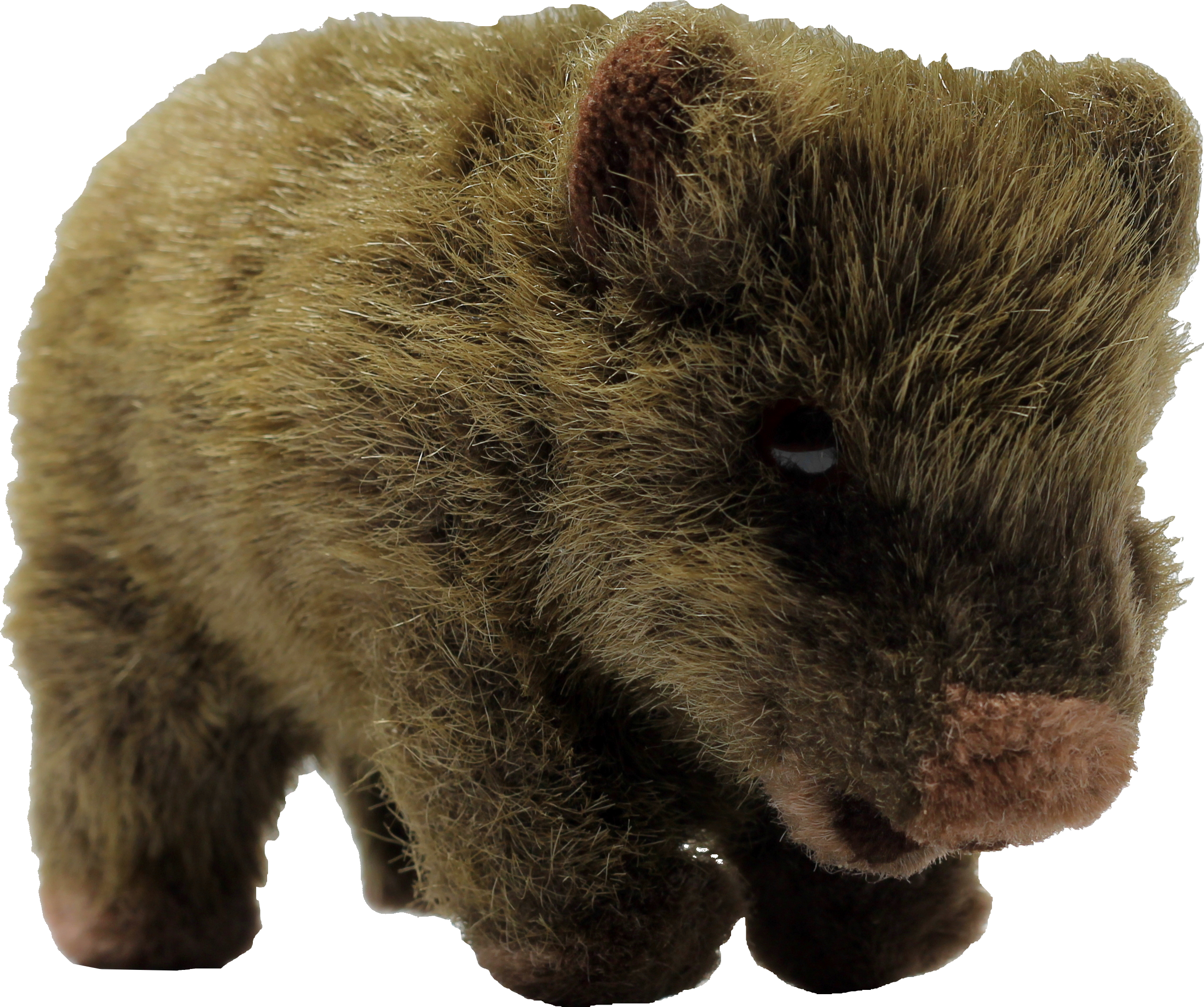
Een everzwijn als knuffel

Een knuffelbeest, knuffeldier of kortweg knuffel is een zachte pop in de vorm van een dier.  Een knuffel is doorgaans een pluchen speelgoedbeest dat gebruikt kan worden door kinderen en volwassenen als troost, om mee te praten, als hulp bij het inslapen of om te ontspannen. 
Het woorddeel knuffel is afgeleid van het werkwoord knuffelen.
Het bekendste knuffeldier is vanouds de teddybeer. Met een knuffelbeest kan een kind spelen en knuffelen. Sommige mensen sparen knuffelbeesten als een hobby. Soms bestaat er een (commerciële) relatie met een tekenfilm, een kinderprogramma, een kinderfilm of een computerspel, waardoor het voor kinderen aantrekkelijk wordt gemaakt om als aandenken zelf een of meer knuffels te hebben.
Tegenwoordig hebben veel kinderen en sommige volwassenen meerdere tot wel tientallen knuffels. Niet alle knuffels zijn complete dierfiguren, er zijn ook knuffels in de vorm van een dierenhoofd met een zacht lijfje van een stoffen doek gemaakt, dit wordt een lappenpop of knuffeldoek genoemd. Sommige (kleine) kinderen gebruiken een washandje, pyjama, of een stuk stof dat vaak wordt 'afgekloven' als knuffel. Vaak gebeurt dit in combinatie met duimzuigen of sabbelen op het object. Het is meestal een deel van de knuffel dat de troostfunctie heeft, zoals de oren van een beest, of zelfs het CE-keurmerk in de vorm van een label.